# فيكتور أووسو
فيكتور أووسو هو دبلوماسي ومحامي وسياسي غاني، ولد في 26 ديسمبر 1923 في غانا، وتوفي في 16 ديسمبر 2000 في لندن في المملكة المتحدة. نشط حزبياً في Popular Front Party ‏. وقد انتخب Attorney General of Ghana ‏ وانتخب عضو برلمان غانا ‏ وانتخب وزير الخارجية ‏.

## وصلات خارجية
- فيكتور أووسو على موقع مونزينجر (الألمانية)